# Diocesi di Lari Castello
La diocesi di Lari Castello (in latino: Dioecesis Laritana) è una sede soppressa e sede titolare della Chiesa cattolica.

## Storia
Lari Castello, identificabile con Imilaën nell'odierna Algeria, è un'antica sede episcopale della provincia romana della Mauritania Cesariense.
Un unico vescovo è attribuito a questa diocesi africana. Alla conferenza di Cartagine del 411, che vide riuniti assieme i vescovi cattolici e donatisti dell'Africa romana, partecipò per parte donatista il vescovo Restituto. A causa di una lacuna testuale, non è noto sapere il nome del vescovo cattolico di questa diocesi e nemmeno, poiché il nome della sede non è indicato, se si tratti di Restituto di Lari Castello o Restituto di Fiumepiscense.
Dal 1933 Lari Castello è annoverata tra le sedi vescovili titolari della Chiesa cattolica; l'attuale vescovo titolare è Ramiro Díaz Sánchez, O.M.I., già vicario apostolico di Machiques.

## Cronotassi

### Vescovi residenti
- Restituto † (menzionato nel 411) (vescovo donatista)

### Vescovi titolari
- Carlos Riu Anglés † (10 settembre 1964 - 28 novembre 1971 deceduto)
- Michele Giordano † (23 dicembre 1971 - 12 giugno 1974 nominato arcivescovo di Matera)
- Alfredo José Rodríguez Figueroa † (24 luglio 1974 - 12 marzo 1987 nominato vescovo di Cumaná)
- Rodolfo Francisco Bobadilla Mata, C.M. † (15 maggio 1987 - 28 settembre 1996 nominato vescovo di Huehuetenango)
- Ramiro Díaz Sánchez, O.M.I., dal 24 gennaio 1997